# Abdelkader Benchamma
 (octobre 2024).
Si vous disposez d'ouvrages ou d'articles de référence ou si vous connaissez des sites web de qualité traitant du thème abordé ici, merci de compléter l'article en donnant les références utiles à sa vérifiabilité et en les liant à la section « Notes et références ».
 (octobre 2024).
Abdelkader Benchamma, né à Mazamet en 1975, est un artiste contemporain français.

## Biographie
Il naît en 1975 en France de parents d'origine algérienne. Il étudie les beaux-arts à Montpellier où il passe son DNAP en 2000 avec les félicitations du jury[réf. nécessaire], puis à l'École nationale supérieure des beaux-arts de Paris où il obtient son diplôme en 2003[réf. nécessaire].
En 2005, après avoir envoyé spontanément le livret de dessin Les derniers seront les derniers à agnès b., il participe à l'exposition Draw !, dont Jean-françois Sanz est le commissaire, à la galerie du jour agnès b.
Repéré comme un talent émergeant de la scène du dessin contemporain, il enchaîne depuis les expositions collectives et personnelles en France et à l'étranger. Dark Matter, sa seconde exposition personnelle en 2011 à la galerie du jour agnès b. est accompagnée par la parution du premier ouvrage monographique du même nom. Également en 2011, il participe à l'exposition « The future of a promise » lors de la 54e Biennale de Venise et à l'exposition inaugurale du Mathaf « Told Untold Retold » à Doha.
Il figure dans le Vitamin 2D, New Perspectives in Drawing, édité par Phaidon, un ouvrage consacré au dessin contemporain qui sélectionne une centaine d'artistes à travers le monde.
En avril 2015, il est invité par le Drawing Center à New York pour inaugurer leur nouveau projet de dessin muraux : The Wall Drawing commission. Initialement prévue pour rester 6 mois l'installation restera une année au Drawing Center. Au même moment parait l'ouvrage Random, édité par l'association, l'éditeur de bande dessinée indépendante. Ouvrage hybride, entre bande dessinée, récit muet et livre de dessin il met en scène sur 250 pages la création d'un monde semblable aux notre mais traversé d'événements mystérieux et tellurique. Ces transformations deviennent la structure même du récit.
En décembre 2016 l'œuvre Matière Noire est inaugurée à la Cité des sciences et de l'industrie à Paris en collaboration avec Gael Charbau, commissaire. Cette œuvre est la première réalisation pérenne de l'artiste.
En 2017, il participe à la Biennale de Sharjah.
En 2018, il est résident à la Villa Médicis à Rome.
En 2019, il rejoint la Galerie Templon qui le représente.
En 2024, il est nommé au prix Marcel Duchamp de l'ADIAF.

## Style
Selon un article de 2018 de Télérama, « depuis une quinzaine d’années, l’artiste français imagine des installations en noir et blanc où le dessin règne en maître, débordant de la feuille pour coloniser les murs, voire les plafonds, des espaces d’exposition qui l’accueillent ».
Passionné de littérature, de science et de philosophie, Abdelkader Benchamma s'intéresse notamment aux recherches de neurophysiologie concernant l’engramme.

## Expositions

### Expositions personnelles
- 2023-2024 : Solastalgia: Archaeologies of Loss,The Power Plant, Toronto, Canada
- 2023: Neither the Sky nor the Earth – Blast curated by Jérôme Sans, Lago Algo, Mexico City
- 2023: Œuvre croisée, Librairie des Colonnes, Tanger, Maroc
- 2023 : Géologie des déluges, Fondation François Schneider, France
- 2023: Cosma, Galerie Templon, Paris
- 2022 : Collection Lambert en Avignon, France
- 2022: Abdelkader Benchamma, Sant’Euno Church, en collaboration avec Palazzo Butera et FIAF, Palerme, Italie
- 2019 : MRAC, Sérignan, France
- 2019 : Engramme, Galerie Daniel Templon, Paris, France
- 2019 : Rumeur des cercles, galerie les Chantiers Boite Noire, Montpellier, France
- 2018 : L'horizon des évènements, Centquatre-Paris, France
- 2018 : Échos de la Naissance des Mondes, Collège des Bernardins, Nuit Blanche, commissaire Gaël Charbau, Paris, France
- 2017 : Sous la terre, des étoiles, Art Kulte, Rabat, Maroc
- 2016 : Islands, Maison du livre, de l'image et du son, Villeurbanne, France
- 2016 : The Great Invisible Battle, The Blueproject Foundation, Barcelone, Espagne
- 2016 : The Unbearable Likeness', Gallery Isabelle Van Den Eynde, Dubai, Émirats arabes unis
- 2016 : Curiosité & Merveilles, Christie's, Paris, France
- 2015 : Representation of Dark Matter, The Stairway Project, The Wall Drawing Commission, The Drawing Center, New York
- 2015 : Random, FRAC Auvergne, Clermont-Ferrand, France
- 2014 : Le soleil comme une plaque d'argent mat, Carré Sainte-Anne, Montpellier, France, commissaire Numa Hambursin
- 2014 : Simulacrum, Gallery agnes b, New York
- 2013 : Le soleil comme une plaque d'argent, Commissariat Daria de Beauvais, Galerie St-Séverin, Paris, France
- 2013 : Gallery Federico Luger, Milan, Italie
- 2013 : The Invention of the Cave, Gallery agnes b, Hong Kong
- 2012 : Corrupted Theories, Gallery Isabel Van Den Eynde, Dubai, Émirats arabes unis
- 2011 : Le signal faible, ADN Galeria, Barcelone, Espagne
- 2011 : Bruits de Fond, Frueshorge Contemporary, Berlin, Allemagne
- 2011 : Dark Matter, galerie du jour agnes b., Paris, France
- 2011 : La ligne de base du hasard, Galerie Chantiers Boite Noire, Montpellier, France
- 2009 : The Apparent Stability of Things, Galerie Chantiers Boite Noire, Montpellier, France
- 2009 : All these masses are just pieces from the same..., Gallery Federico Luger, Milan, Italie
- 2008 : Même les choses invisibles se cachent, part 2 – CAC, Istres, France
- 2008 : Même les choses invisibles se cachent, part 1 – ADN Galeria, Barcelone, Espagne
- 2008 : Centre d'art contemporain La galerie, Vitry-sur-Seine, France
- 2007 : Galerie du Jour agnés.b, Paris, France
- 2007 : They think that once they are here, it will be…, Gallery agnes.b, Hong Kong
- 2005 : Incidents (Invisibles), Project Room, galerie du jour agnes b., Paris, France

### Expositions collectives
- 2023: Prendre le soleil, Hangar Y, Meudon, France
- 2023: Metro ! Le Grand Paris en mouvement, Cité de l’architecture et du Patrimoine, Paris, France
- 2023: Histoire de Pierres, commissaires Jean de Loisy et Sam Stourdze, Villa Medicis, Rome, Italie
- 2023: Constellations, Musée d’art moderne, Céret, France
- 2023: Immortelle, commissaires Amélie Adamo et Numa Hambursin MO.CO., Montpellier, France
- 2022: Ce que nous avons perdu dans le feu, Villa Arson, Nice, France
- 2021: Comics Trip!, commissaire Stéphane Ibars, Collection Lambert, Avignon, France
- 2021: Un autre monde///Dans notre monde, Lieu commun, Espace d’art contemporain, Toulouse, France
- 2020: Un autre monde///Dans notre monde, FRAC Grand Large — Hauts-de-France, Dunkerque, France
- 2020: Artistes à la Une : Togeth’HER 2021, Monnaie de Paris, Paris, France
- 2019 : Un autre monde dans notre monde, Frac PACA, Marseille, France
- 2019 : Eldorado - Lille 3000, Le Tripostal, Lille, France
- 2019 : Landscapes, Pola Museum of Art, Tokyo, Japon
- 2019 : 100 artistes dans la ville, commissaire Nicolas Bourriaud, Montpellier, France
- 2018 : Melancholia, Fondation Boghossian, Bruxelles, Belgique
- 2018 : (Un)conscious: A series of small serendipities, Gallery Isabelle van den Eynde, Dubai, Émirats arabes unis
- 2017 : On aime l'art…!, Collection agnes b., Fondation Yvon Lambert, Avignon, France
- 2017 : Tamawuj, Sharjah Biennal 13, Commissaire : Christine Tohmé, Sharjah, Émirats arabes unis
- 2017 : EcoSystéme, commissaire : Mohamed Bourouissa, Château d’Oiron, France Monts et Merveilles, Le Bel Ordinaire, Pau, France
- 2016 : Épreuves uniques, Atelier Michael Woolworth, Paris, France
- 2016 : Le nom d’une île, Le Pavillon Blanc, Printemps de septembre de Toulouse, Colomiers, France
- 2016 : A quoi tient la beauté des étreintes, FRAC Auvergne, Clermont-Ferrand, France
- 2016 : Se souvenir des Belles Choses, MRAC, Sérignan, France
- 2015 : a_i_d_e_-_m_ém_o_i_r_e_:_ _f_o_o_t_n_o_t_e_s_ _(_P_a_r_t_ _I_I_)_, Barjeel Art Foundation, Sharjah, Émirats arabes unis
- 2015 : Un regard sur la collection d’agnes b., LAM, Villeneuve d’Ascq Traits d’esprit, Galerie du jour agnes b – Paris
- 2015 : Après avoir tout oublié, Asterides - Friche Belle de mai, Marseille, France
- 2015 : ROC, Commissariat Hughes Reip, Galerie du jour agnes b., Paris, France
- 2015 : Nice Drawings, Galerie Isabelle Van den Eynde – Dubai, Émirats arabes unis
- 2014 : Énigme au Club de la Compagnie, Centre d’art le LAIT, Albi, France
- 2014 : Dans ma cellule, une silhouette, La Ferme du Buisson, Noisiel, France
- 2013 : Chromophobia, Gallery Isabelle Van Den Eynde, Dubai, Émirats arabes unis
- 2013 : Turbulences II - Espace culturel Louis Vuitton/ Fondation Boghossian, Villa Empain, Commissariat : David Rosenberg et Pierre Sterckx, Bruxelles, Belgique
- 2013 : The Immigrants, Giudecca - 56e Biennale de Venise, Venise, Italie
- 2013 : Graphic, Phakt, Centre Culturel Contemporain, Rennes, Paris
- 2013 : Paper Trail, The Barjeel Foundation, Katara, Doha, Émirats arabes unis
- 2012 : Collectionner aujourd'hui, Collection Philipe Piguet, Centre d’art contemporain, Saint-Restitut
- 2012 : The Island/A Game of Life, Manarat al Saadiyat, Abu Dhabi
- 2011 : The Future of a Promise, 54e Biennale de Venise, Venise, Italie
- 2011 : Music Covers !, Point Éphémère, Paris, France
- 2010 : Told/ Untold/ Retold, Mathaf, Arab Museum of Modern Art, Doha, Qatar
- 2010 : Biennale d'art contemporain Le Havre 2010, Musée Maritime, Le Havre, France
- 2010 : Reading Room, Nomas Foundation, Rome, Italie
- 2010 : Fabula Graphica, Grandes Galeries des Beaux arts, Rouen, France
- 2009 : Memory Time, Printemps de Septembre, Là où je vais je suis déjà, Commissaire Christian Bernard, Espace des arts, Colomiers, France
- 2009 : Cadavres exquis - Printemps de Septembre - Fondation Espace Ecureuil, Toulouse, France
- 2009 : Comic Strip, Musée d'art contemporain, Sérignan, France
- 2008 : La dégelée Rabelais, Château d'O, FRAC Languedoc Roussillon, Montpellier, France
- 2008 : Paperless Marks, ADN Galeria, Barcelone, Espagne
- 2008 : Narrations, Galerie Nancy Margolis, New York, USA
- 2007 : Explosions, Nouvelles acquisitions, Frac Languedoc Roussillon, Montpellier, France
- 2007 : Below the light – Galerie Federico Luger, Milan, Italie
- 2007 : Pas un jour sans une ligne, Collections St-Cyprien, St-Cyprien, France
- 2007 : Drawings and Dreamings, ADN Galeria, Barcelone, Espagne
- 2006 : Nous nous sommes tant aimés, Collections de St-Cyprien, Saint-Cyprien, France
- 2006 : A. Benchamma / A. Biasuto, Galerie Chantiers Boite Noire, Montpellier, France
- 2006 : Drawn, Xpace Gallery, Toronto, Canada
- 2005 : Do-Ka, La Condition Publique, Roubaix, France
- 2004 : Draw!, Commissariat Jean-François Sanz, galerie du jour. agnes b, Paris, France
- 2004 : Dessin ? - Carré St Anne, Montpellier, France
- 2003 : Biennale des jeunes créateurs d'Europe, Carré Sainte-Anne, Montpellier, France
- 2001 : Dessins en cours..., ENSBA, Quai Malaquais, Paris, France

## Publications
- Random, édition l'association. Coédité par la Galerie du jour agnès b. et le Frac Auvergne, Texte de Pacôme Thiellement en postface, 256 pages (noir et blanc), 2014.
- (en + fr) Dark Matter. Abdelkader Benchamma, avec des textes de Jean-François Sanz, Jean-Max Colard, Emmanuelle Lequeux, Dijon/Paris, France, Les presses du réél/Galaade, 2011, 136 pages (20 ill. coul. et 80 ill. n&b)  (ISBN 978-2-35176-140-3).
- (en + fr) C'est ici que l'on met les titres, France, Ed Galerie du Jour, 2005, 176 pages  (ISBN 978-2-906496-46-0).
- (en + fr) Les derniers seront les derniers, France, manufacture personnelle, 2004.
- Le soleil comme une plaque d'argent mat, Abdelkader Benchamma, Numa Hambursin, Editions Liénart, Montreuil-sous-Bois, octobre 2014.